# México en los Juegos Olímpicos de París 2024
México fue representado en los Juegos Olímpicos de París 2024 por un total de 108 deportistas que compitieron en 26 deportes. El responsable del equipo olímpico fue el Comité Olímpico Mexicano, así como las federaciones deportivas nacionales de cada deporte con participación. La delegación mexicana, abanderada por Alejandra Orozco Loza y Emiliano Hernández, obtuvo un total de cinco medallas (tres de plata y dos de bronce) que la posicionaron en el lugar 65 del medallero.
Destacan las actuaciones de Prisca Awiti, quién obtuvo la primera medalla olímpica para México en Judo; de Marco Verde, quién obtuvo la primera medalla de plata para México en boxeo en 40 años; y de Osmar Olvera, quién con dos medallas en saltos se convirtió en el sexto multimedallista mexicano en una misma edición de los juegos olímpicos.

## Medallero
| Medalla                  | Nombre                                           | Deporte                                             | Evento                    | Fecha               |
| ------------------------ | ------------------------------------------------ | --------------------------------------------------- | ------------------------- | ------------------- |
|                          | Prisca Awiti                                     | Judo                                                | -63 kg. (evento femenino) | 30 de julio de 2024 |
| Juan Celaya Osmar Olvera | Saltos                                           | Trampolín 3 metros sincronizados (evento masculino) | 2 de agosto de 2024       |                     |
| Marco Verde              | Boxeo                                            | 71 Kg. (evento masculino)                           | 9 de agosto de 2024       |                     |
|                          | Ángela Ruiz Alejandra Valencia Ana Paula Vázquez | Tiro con arco                                       | Equipo femenino           | 28 de julio de 2024 |
| Osmar Olvera             | Saltos                                           | Trampolín 3 metros (evento masculino)               | 8 de agosto de 2024       |                     |

| Medallas por deporte | Medallas por deporte | Medallas por deporte | Medallas por deporte | Medallas por deporte |
| -------------------- | -------------------- | -------------------- | -------------------- | -------------------- |
| Deporte              |                      |                      |                      | Total                |
| Saltos               | 0                    | 1                    | 1                    | 2                    |
| Boxeo                | 0                    | 1                    | 0                    | 1                    |
| Judo                 | 0                    | 1                    | 0                    | 1                    |
| Tiro con arco        | 0                    | 0                    | 1                    | 1                    |
| Total                | 0                    | 3                    | 2                    | 5                    |

| Multimedallistas | Multimedallistas | Multimedallistas | Multimedallistas | Multimedallistas | Multimedallistas |
| ---------------- | ---------------- | ---------------- | ---------------- | ---------------- | ---------------- |
| Atleta           | Deporte          |                  |                  |                  | Total            |
| Osmar Olvera     | Saltos           | 0                | 1                | 1                | 2                |

## Atletas
| Disciplina            | Deportistas |
| --------------------- | ----------- |
| Atletismo             | 18          |
| Aguas abiertas        | 2           |
| Bádminton             | 1           |
| Boxeo                 | 4           |
| Ciclismo              | 8           |
| Equitación            | 3           |
| Esgrima               | 1           |
| Gimnasia artística    | 3           |
| Gimnasia rítmica      | 5           |
| Golf                  | 4           |
| Halterofilia          | 1           |
| Judo                  | 2           |
| Lucha olímpica        | 2           |
| Natación              | 4           |
| Natación sincronizada | 9           |
| Pentatlón moderno     | 4           |
| Piragüismo            | 3           |
| Remo                  | 3           |
| Saltos                | 9           |
| Surf                  | 1           |
| Taekwondo             | 2           |
| Tenis de mesa         | 2           |
| Tiro con arco         | 6           |
| Tiro olímpico         | 5           |
| Triatlón              | 4           |
| Vela                  | 2           |
| Total                 | 108         |

## Deportistas clasificados[14]
Atletismo (18)
- Citlali Moscote (marcha)
- Margarita Hernández (marcha)
- Ricardo Ortiz Rivera (marcha)
- José Luis Doctor (marcha)
- Noel Chama (marcha)
- Ever Palma (marcha)
- Alegna González (marcha)
- Ilse Guerrero (marcha)
- Alejandra Ortega (marcha)
- Laura Galván (5000 metros)
- Alma Delia Cortés (5000 metros)
- Jesús Tonatiú López (800 metros)
- Paola Morán (400 metros)
- Cecilia Tamayo Garza (100 metros y 200 metros)
- Uziel Muñoz (lanzamiento de bala)
- Diego del Real Galindo (lanzamiento de martillo)
- Erick Portillo (salto de altura)
- Edgar Rivera (salto de altura)

Aguas abiertas (2)
- Martha Sandoval
- Paulo Strehlke

Bádminton (1)
- Ramón Garrido

Boxeo (4)
- Marco Verde
- Miguel Ángel Martínez
- Fátima Herrera
- Citlalli Ortiz

Ciclismo (8)
- Adair Prieto (BMX)
- Monserrath Rodríguez (BMX)
- Jessica Salazar (Ciclismo en pista)
- Yuli Verdugo (Ciclismo en pista)
- Daniela Gaxiola (Ciclismo en pista)
- Ricardo Peña (Ciclismo en pista)
- Victoria Velasco Fuentes (Ciclismo en pista)
- Marcela Prieto (Ciclismo en ruta)

Equitación (3)
- Federico Fernández Senderos
- Carlos Hank Guerreiro
- Eugenio Garza Pérez

Esgrima (1)
- Gibrán Zea

Gimnasia artística (3)
- Natalia Escalera
- Alexa Moreno
- Ahtziri Sandoval

Gimnasia rítmica (5)
- Dalia Alcocer
- Sofía Flores
- Julia Gutiérrez
- Kimberly Salazar
- Adirem Tejeda

Golf (4)
- Carlos Ortiz
- Abraham Ancer
- Gabriela López
- María Fassi

Halterofilia (1)
- Janeth Gómez

Judo (2)
- Paulina Martínez
- Prisca Awiti

Lucha olímpica (2)
- Roman Bravo-Young
- Austin Gómez

Natación (4)
- Gabriel Castaño
- Jorge Iga
- Miguel de Lara
- Celia Pulido Ortíz

Natación sincronizada (9)
- Regina Alférez Licea
- María Fernanda Arellano Germes
- Nuria Diosdado
- Itzamary González
- Glenda Esthefania Inzunza Cabrera
- Joana Jiménez
- Luisa Rodríguez Rubio
- Jessica Sobrino Mizrahi
- Pamela Nuzhet Toscano Millán

Pentatlón moderno (4)
- Mayan Oliver
- Mariana Arceo
- Duilio Carrillo
- Emiliano Hernández

Remo (3)
- Alexis López
- Miguel Carballo
- Kenia Lechuga

Surf (1)
- Alan Cleland

Piragüismo (3)
- Karina Alanís (K2 500)
- Beatriz Briones (K2 500)
- Sofía Reinoso (K1)

Saltos (9)
- Randal Willars (10 metros)
- Kevin Berlín (10 metros)
- Osmar Olvera (3 metros)
- Kevin Muñoz (10 metros)
- Juan Celaya (10 metros)
- Alejandra Orozco (10 metros)
- Gabriela Agúndez (10 metros)
- Aranza Vázquez (3 metros)
- Alejandra Estudillo (3 metros)

Taekwondo (2)
- Daniela Souza
- Carlos Sansores

Tenis de mesa (2)
- Marcos Madrid
- Arantxa Cossío

Tiro con arco (6)
- Matias Grande
- Bruno Martínez Wing
- Carlos Rojas
- Ángela Ruiz
- Alejandra Valencia
- Ana Paula Vázquez

Tiro deportivo (5)
- Edson Ramírez
- Gabriela Rodríguez
- Alejandra Zavala
- Goretti Zumaya
- Carlos Quezada

Triatlón (4)
- Crisanto Grajales
- Aram Peñaflor Moysen
- Lizeth Rueda
- Rosa Tapia Vidal

Vela (2)
- Mariana Aguilar Chávez Peón
- Elena Oetling